# Hedgpethia bicornis
Hedgpethia bicornis är en havsspindelart som först beskrevs av Losina-Losinsky och Turpaeva, E.P. 1958.  Hedgpethia bicornis ingår i släktet Hedgpethia och familjen Colossendeidae. Inga underarter finns listade i Catalogue of Life.